# Rolleston (Leicestershire)
Rolleston – wieś i civil parish w Anglii, w hrabstwie Leicestershire, w dystrykcie Harborough. Leży 16 km na wschód od miasta Leicester i 134 km na północny zachód od Londynu. W 2001 roku civil parish liczyła 64 mieszkańców.